# Nicola Larini
Nicola Giuseppe Larini (* 19. März 1964 in Lido di Camaiore) ist ein ehemaliger italienischer Automobilrennfahrer.
Er startete zwischen 1987 und 1997 bei 49 Grand-Prix-Rennen in der Formel 1. 1993 bis 1996 war Larini zudem in der Deutschen Tourenwagen-Meisterschaft (DTM) aktiv, in welcher er 1993 den Titel gewann. Von 2005 bis 2009 nahm er an der Tourenwagen-Weltmeisterschaft (WTCC) teil.

## Rennsport-Karriere

### Anfangszeit
Nicola Larini, dessen Onkel Massimo bereits Rennfahrer war und 1973 in Spa-Francorchamps beim 24-Stunden-Rennen tödlich verunglückte, begann seine Motorsport-Karriere 1983 in der Formel Italia. 1984 wechselte er in die Formel Abarth und fuhr gleichzeitig in der italienischen Formel 3. 1986 wurde er Formel-3-Meister im Coloni-Team und wechselte im folgenden Jahr in die Formel 3000, wo er ebenfalls für Coloni fuhr.

### Formel-1- und Tourenwagen-Karriere
Sein Formel-1-Debüt feierte er am 6. September 1987, als Coloni an den letzten beiden europäischen Formel-1-Rennen (Großer Preis von Italien, Großer Preis von Spanien) teilnahm. Beim Großen Preis von Italien konnte er sich allerdings nicht qualifizieren und beim Grand Prix von Spanien fiel er schon früh im Rennen aus.
Im Jahr darauf wechselte er in das Osella-Team und konnte in dem stark unterlegenen Wagen einige Achtungserfolge einfahren, wobei sein neunter Platz beim Großen Preis von Monaco sein bestes Ergebnis war.
Auch in der nächsten Saison blieb er bei Osella. In einem deutlich verbesserten Auto konnte er beim Großen Preis von Kanada sogar bis auf Platz drei vorfahren, bis ihn ein Elektronik-Defekt zur Aufgabe zwang.
In der Saison 1990 trat er für das französische Ligier-Team an, aber auch in diesem Jahr hatte er nur ein mittelmäßiges Auto, mit dem er lediglich ein paar siebte Plätze einfahren konnte, welche nach dem damaligen Reglement die ersten Nicht-Punkte-Plätze waren. Seinen Teamkollegen Philippe Alliot konnte er jedoch deutlich in den Schatten stellen.
1991 startete er für das neue Modena Team, das allerdings nicht nur mit einem unterlegenen Auto antrat, sondern auch noch finanzielle Probleme hatte.
Im darauf folgenden Jahr erhielt Larini kein Grand-Prix-Cockpit und wurde stattdessen Testfahrer bei Ferrari. Er trat auch in der italienischen Tourenwagen-Meisterschaft an und wurde Meister mit Alfa Romeo. In der Formel 1 durfte er die letzten beiden Rennen der Saison (Großer Preis von Japan, Großer Preis von Australien) für Ferrari fahren und ersetzte Ivan Capelli. Er machte einen guten Eindruck, musste aber aus technischen Gründen beide Male aus der letzten Reihe starten.
1993 war ein Einsatz im neu gegründeten spanischen Formel-1-Team Bravo España geplant; daraus wurde jedoch nichts, weil Bravo noch vor dem ersten Rennen des Jahres den Betrieb einstellte. Stattdessen testete Larini erneut für Ferrari und fuhr ebenfalls für Alfa Romeo in der Deutschen Tourenwagen-Meisterschaft (DTM), die er auf Anhieb gewann.
In der nächsten Saison war er wiederum Ferrari-Testfahrer und durfte sogar für zwei Rennen (Großer Preis des Pazifiks, Großer Preis von San Marino) ins Lenkrad greifen, als er den verletzten Jean Alesi ersetzte. In Imola konnte er erstmals punkten (2. Platz), der Grand Prix wurde aber durch die tragischen Todesfälle von Roland Ratzenberger im Qualifying und von Ayrton Senna im Rennen überschattet. Für den Rest der Saison trat Larini wieder in der DTM für Alfa Romeo an, am Ende des Jahres war er schließlich Dritter in der Gesamtwertung.

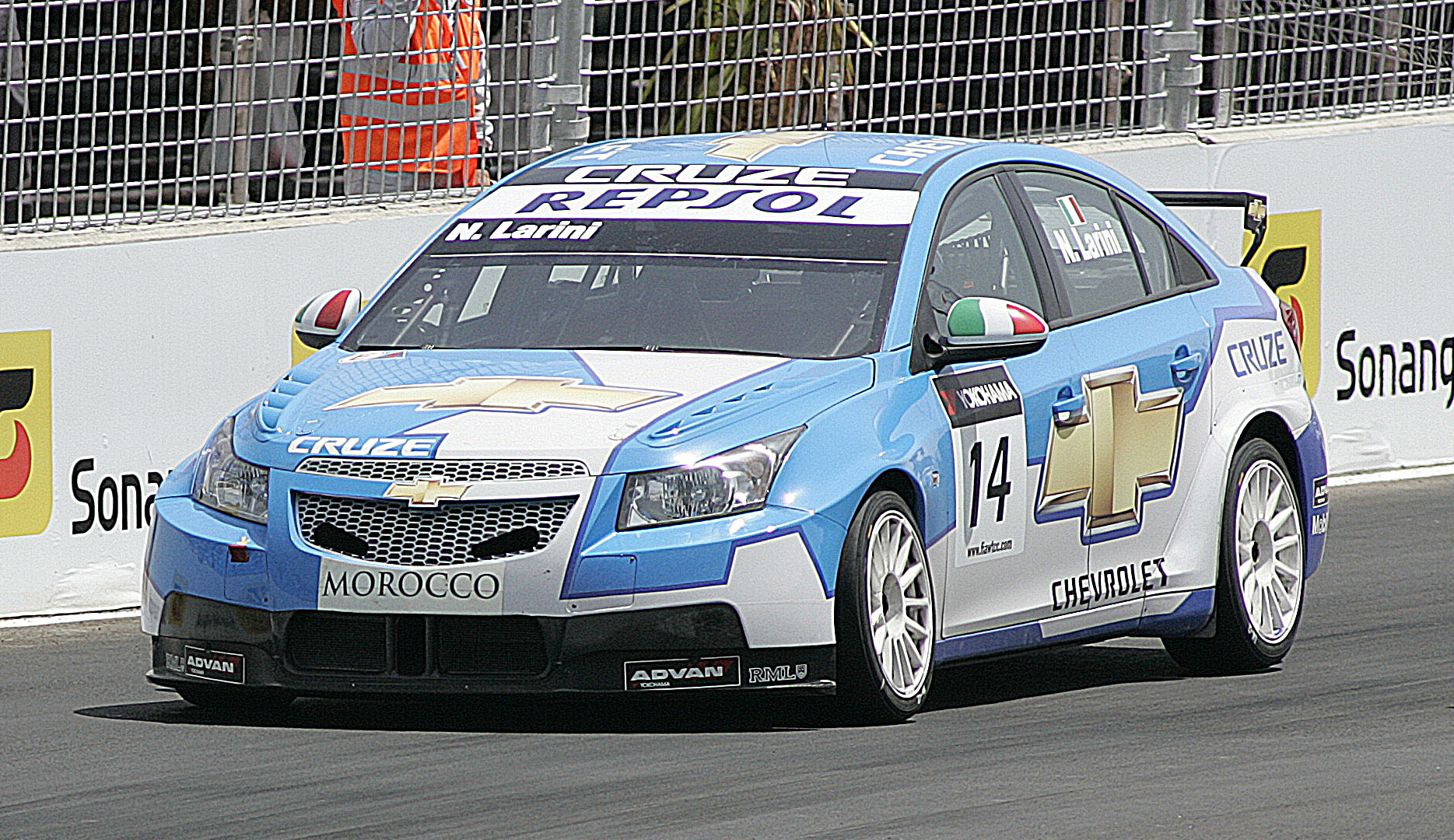
Nicola Larini 2009 auf Chevrolet Cruze

1995 und 1996 startete er ebenfalls für Alfa Romeo und wurde 1995 Sechster in der DTM, 1996 Elfter in der nun als ITC international ausgetragenen Meisterschaft. Diese Serie fand Ende 1996 ein jähes Ende, nachdem die Hersteller aus Kostengründen ausstiegen.
Larini besaß als einziger der Alfa-Romeo-Fahrer theoretisch einen Vertrag für eine Saison 1997. Hierdurch bekam er für die Saison 1997 einen Stammplatz beim Schweizer Sauber-Team, das Ferrari-Motoren einsetzte. Beim Grand Prix von Australien wurde er Sechster und holte damit einen Punkt, verließ aber bereits nach dem fünften Rennen der Saison, dem Grand Prix von Monaco, aufgrund von Meinungsverschiedenheiten mit seinem Teamchef Peter Sauber, sein Team, blieb aber bis zum Ende der Saison weiterhin Testfahrer bei Ferrari. Die Saison 1997 sollte auch seine letzte Formel-1-Saison sein. Larinis Nachfolger bei Ferrari als Testfahrer wurde Luca Badoer. Er nahm in seiner gesamten Karriere an insgesamt 75 Grand Prix teil, erreichte sieben Punkte und einen Podestplatz.
Von 2005 bis 2009 fuhr er in der FIA-Tourenwagen-Weltmeisterschaft für Chevrolet in einem Lacetti. Er beendete sein WTCC-Engagement mit dem letzten Saisonrennen der Saison 2009 in Macau.
Ab 2012 war Nicola Larini neben Fabrizio Giovanardi, Luca Cappellari und Mika Salo offizieller Fahrer der Scuderia Cameron Glickenhaus von James Glickenhaus, die bei verschiedenen Langstreckenrennen (u. a. auch beim 24-Stunden-Rennen auf dem Nürburgring) an den Start ging.

## Statistik

### Statistik in der Formel-1-Weltmeisterschaft

#### Gesamtübersicht
| Saison | Team    | Chassis                   | Motor                    | Rennen | Siege | Zweiter | Dritter | Poles | schn. Rennrunden | Punkte | WM-Pos. |
| ------ | ------- | ------------------------- | ------------------------ | ------ | ----- | ------- | ------- | ----- | ---------------- | ------ | ------- |
| 1987   | Coloni  | Coloni FC187              | Ford Cosworth DFZ 3.5 V8 | 1      | –     | –       | –       | –     | –                | –      | –       |
| 1988   | Osella  | Osella FA1I / Osella FA1L | Osella 890T 1.5 V8t      | 10     | –     | –       | –       | –     | –                | –      | 27.     |
| 1989   | Osella  | Osella FA1M-89            | Ford Cosworth DFR 3.5 V8 | 8      | –     | –       | –       | –     | –                | –      | 33.     |
| 1990   | Ligier  | Ligier JS33B              | Ford Cosworth DFR 3.5 V8 | 16     | –     | –       | –       | –     | –                | –      | 19.     |
| 1991   | Modena  | Lambo 291                 | Lamborghini 3.5 V12      | 5      | –     | –       | –       | –     | –                | –      | 28.     |
| 1992   | Ferrari | Ferrari F92A              | Ferrari 3.5 V12          | 2      | –     | –       | –       | –     | –                | –      | 29.     |
| 1994   | Ferrari | Ferrari 412T1             | Ferrari 3.5 V12          | 2      | –     | 1       | –       | –     | –                | 6      | 14.     |
| 1997   | Sauber  | Sauber C16                | Petronas 3.0 V10         | 5      | –     | –       | –       | –     | –                | 1      | 19.     |
| Gesamt | Gesamt  | Gesamt                    | Gesamt                   | 49     | –     | 1       | –       | –     | –                | 7      |         |

#### Einzelergebnisse
| Saison | 1    | 2    | 3    | 4    | 5    | 6    | 7    | 8    | 9    | 10   | 11  | 12   | 13  | 14  | 15   | 16 | 17 |
| ------ | ---- | ---- | ---- | ---- | ---- | ---- | ---- | ---- | ---- | ---- | --- | ---- | --- | --- | ---- | -- | -- |
| 1987   |      |      |      |      |      |      |      |      |      |      |     |      |     |     |      |    |    |
|        |      |      |      |      |      |      |      |      |      | DNQ  |     | DNF  |     |     |      |    |    |
| 1988   |      |      |      |      |      |      |      |      |      |      |     |      |     |     |      |    |    |
| DNQ    | DSQ  | 9    | DNQ  | DNQ  | DNF  | DNF  | 19   | DNF  | DNPQ | DNF  | DNF | 12   | DNF | DNF | DNPQ |    |    |
| 1989   |      |      |      |      |      |      |      |      |      |      |     |      |     |     |      |    |    |
| DSQ    | 12   | DNPQ | DNPQ | DNPQ | DNF  | DNPQ | DNF  | DNPQ | DNPQ | DNPQ | DNF | DNPQ | DNF | DNF | DNF  |    |    |
| 1990   |      |      |      |      |      |      |      |      |      |      |     |      |     |     |      |    |    |
| DNF    | 11   | 10   | DNF  | DNF  | 16   | 14   | 10   | 10   | 11   | 14   | 11  | 10   | 7   | 7   | 10   |    |    |
| 1991   |      |      |      |      |      |      |      |      |      |      |     |      |     |     |      |    |    |
| 7      | DNPQ | DNPQ | DNPQ | DNPQ | DNPQ | DNPQ | DNPQ | DNF  | 16   | DNQ  | 16  | DNQ  | DNQ | DNQ | DNF  |    |    |
| 1992   |      |      |      |      |      |      |      |      |      |      |     |      |     |     |      |    |    |
|        |      |      |      |      |      |      |      |      |      |      |     |      |     | 12  | 11   |    |    |
| 1994   |      |      |      |      |      |      |      |      |      |      |     |      |     |     |      |    |    |
|        | DNF  | 2    |      |      |      |      |      |      |      |      |     |      |     |     |      |    |    |
| 1997   |      |      |      |      |      |      |      |      |      |      |     |      |     |     |      |    |    |
| 6      | 11   | DNF  | 7    | DNF  |      |      |      |      |      |      |     |      |     |     |      |    |    |

| Legende  | Legende            | Legende                                                          |
| Farbe    | Abkürzung          | Bedeutung                                                        |
| -------- | ------------------ | ---------------------------------------------------------------- |
| Gold     | –                  | Sieg                                                             |
| Silber   | –                  | 2. Platz                                                         |
| Bronze   | –                  | 3. Platz                                                         |
| Grün     | –                  | Platzierung in den Punkten                                       |
| Blau     | –                  | Klassifiziert außerhalb der Punkteränge                          |
| Violett  | DNF                | Rennen nicht beendet (did not finish)                            |
| Violett  | NC                 | nicht klassifiziert (not classified)                             |
| Rot      | DNQ                | nicht qualifiziert (did not qualify)                             |
| Rot      | DNPQ               | in Vorqualifikation gescheitert (did not pre-qualify)            |
| Schwarz  | DSQ                | disqualifiziert (disqualified)                                   |
| Weiß     | DNS                | nicht am Start (did not start)                                   |
| Weiß     | WD                 | zurückgezogen (withdrawn)                                        |
| Hellblau | PO                 | nur am Training teilgenommen (practiced only)                    |
| Hellblau | TD                 | Freitags-Testfahrer (test driver)                                |
| ohne     | DNP                | nicht am Training teilgenommen (did not practice)                |
| ohne     | INJ                | verletzt oder krank (injured)                                    |
| ohne     | EX                 | ausgeschlossen (excluded)                                        |
| ohne     | DNA                | nicht erschienen (did not arrive)                                |
| ohne     | C                  | Rennen abgesagt (cancelled)                                      |
| ohne     | keine WM-Teilnahme |                                                                  |
| sonstige | P/fett             | Pole-Position                                                    |
| sonstige | 1/2/3/4/5/6/7/8    | Punktplatzierung im Sprint-/Qualifikationsrennen                 |
| sonstige | SR/kursiv          | Schnellste Rennrunde                                             |
| sonstige | *                  | nicht im Ziel, aufgrund der zurückgelegten Distanz aber gewertet |
| sonstige | ()                 | Streichresultate                                                 |
| sonstige | unterstrichen      | Führender in der Gesamtwertung                                   |